# RJ-148
A RJ-148 é uma rodovia do estado do Rio de Janeiro.
Com 73 quilômetros de extensão, liga Conselheiro Paulino, distrito do município de Nova Friburgo ao distrito de Córrego da Prata, no município de Carmo.
Partindo do entroncamento com a RJ-116, passa pelo distrito de Riograndina e pela localidade de Vargem Grande, no município de Duas Barras, originalmente era o caminho as margens da ferrovia Nova Friburgo RJ / Alem Paraiba MG, com seu inicio em Duas Pedras em Nova Friburgo no trevo entre quatro RJ as 116,130,150 e 148. Percorre um trecho de fazendas e estações ferroviaria historicas que ainda possui diversas ruinas e alguns prédio conservados ou não.
Segue pela sedes do municípios de Sumidouro e Carmo, e termina no entroncamento com a RJ-160. Os últimos 13 quilômetros, a pattir do cruzamento com a RJ-160, em Carmo, não são pavimentados.
O DER-RJ está realizando obras de recuperação da rodovia, no trecho compreendido entre Conselheiro Paulino e Duas Barras, de aproximadamente 17 quilômetros.